# Velero hidroala

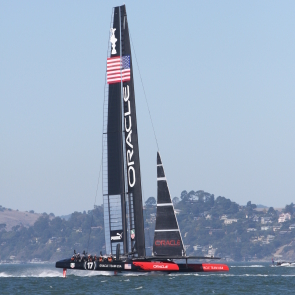
Catamarán hidroala.

Un velero hidroalao yate hidroala (en inglés: hydrofoil), es una embarcación de vela con altas prestaciones de velocidad con hidroalas adosadas al casco. A medida que aumenta la velocidad la fuerza de sustentación de la hidroala aumenta y el barco levanta el casco por encima del agua; como consecuencia de este hecho el arrastre baja bruscamente y la velocidad aumenta, pudiendo llegar a alcanzar hasta 4 veces la velocidad del viento. A partir de 2022, quedó demostrado que éste es el tipo más rápido de embarcación de vela.
Hay veleros hidroala monocasco y multicasco, estos últimos suelen ser catamaranes y trimaranes, que tienen una mayor estabilidad.

## Configuraciones típicas
Los veleros multicasco pueden utilizar hasta tres hidroalas : las dos principales delanteras levantan la embarcación por encima del agua, y la tercera, la de popa, regula la velocidad y la sustentación. Los catamaranes sólo suelen tener una hidroala principal, situada cerca del centro de gravedad.
Los embarcaciones monocasco pueden utilizar un diseño de hidroala tipo "escalera" con hidroalas situadas en un ángulo de 50°. Uno de los primeros diseños de este tipo se utilizó en el yate de vela "Monitor" en 1957, yate cuya característica es una máxima área de sustentación a bajas velocidades y una área más pequeña a altas velocidades.

## Clases de veleros hidroala

### Catamaranes
Los veleros hidroala se utilizan en la America's Cup desde 2013.

#### Ac75
El AC75 (clase America's Cup 75) es una clase de velero de 75 pies, que puede empezar a regir la construcción de los yates utilizados en la America's Cup 2021. Es un yate hidroala monocasco con hidroalas tipo T con lastre separado montado en tambores longitudinales en la parte superior de babor y estribor, con un timón de ala en T de la línea de cosía y sin quilla. Se predijo velocidades de 50 nudos basándose en simulaciones por ordenador y, de hecho, han sido superadas en la Copa Prada por la America Magic en enero de 2021.

#### Nakra 17
La clase Nakra 17 participó en los Juegos Olímpicos de 2016, pero sólo pudo utilizar el efecto hidroala en circunstancias favorables. A partir de los campeonatos de 2017, las hidroalas empezaron a utilizarse plenamente. Los yates compitieron en los Juegos Olímpicos de Tokio de 2021.

#### Nakra 20
Una variante de la clase Nakra con hidroalas de fibra de carbono.

### Trimaranes
La presentación de esta clase de embarcaciones tuvo lugar en 1998 en el WindRider LLC. Diseñada para dos personas, la embarcación es capaz de elevarse por encima del agua con vientos de sólo 12-13 nudos (6-7 m/s).

### Surf de vela
Se han desarrollado algunas variantes:

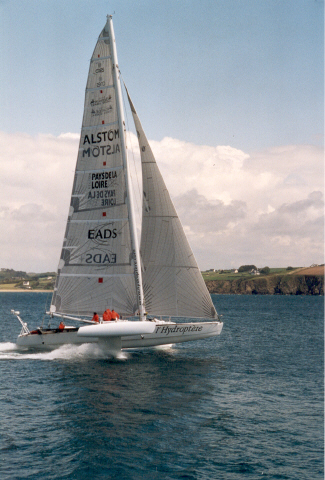
Trimarán L'hydroptère (Francia).

- IQFoil: La clase de windsurfista IQFoil seleccionada por World Sailing para ser utilizada en los Juegos Olímpicos de verano a partir de 2024.[6]
- Wing foiling: deporte acuático impulsado por el viento que se desarrolló a partir del kitesurf, el windsurf y el surf.[7][8]

## Desarrollos experimentales
- La embarcación francesa Hydroptère estableció varios récords de velocidad. Esta embarcación alcanzó una velocidad de 47,6 nudos en 2008.[9] Y el 4 de septiembre de 2009 mantuvo una velocidad de 51,36 nudos durante 500 metros.[10]
- El 18 de noviembre de 2012, el récord de velocidad fue establecido por un yate hidroala, el Vestas Sailrocket especialmente construido con una orza de supercavitación, y el 24 de noviembre lo volvió a batir con una velocidad de 65,45 nudos. Éste es el récord de velocidad de los embarcaciones de vela a fecha de 2022.
- A mediados de los años 60 en la URSS en Gorki en la Oficina Central de Diseño de Alekseev, se construyó el primer yate hidroala soviético "Andrómeda".